# Alcindo
Alcindo Martha de Freitas (Sapucaia do Sul, Rio Grande do Sul; 31 de marzo de 1945-Porto Alegre, 27 de agosto de 2016) fue un futbolista brasileño. Alcindo se inició en el fútbol con el Clube Esportivo Aimoré. Disputó la Copa Mundial de Fútbol de 1966. Campeón de liga con América de México en la temporada 1975-1976

## Clubes
- Grêmio Foot-Ball Porto Alegrense (1964 - 1971)
- Santos Futebol Clube (1971 – 1973)
- Club Social y Deportivo Jalisco (1973)
- Club América (1974 – 1976)
- Grêmio Foot-Ball Porto Alegrense (1977)
- Associaçao Atlética Francana (1978)